# Berchemia
Berchemia es un género de plantas de la familia Rhamnaceae.
Son plantas trepadoras o pequeños árboles de tamaño mediano que se producen en África , Asia y el continente americano .

## Taxonomía
Berchemia fue descrito por Neck. ex DC. y publicado en Prodromus Systematis Naturalis Regni Vegetabilis 2: 22–23, en el año 1825. La especie tipo es: Berchemia volubilis (L. f.) DC. 
Etimología
Berchemia es llamada así por el botánico holandés Berthout van Berchem. 

## Especies
| - Berchemia affinis - Berchemia alnifolia - Berchemia annamensis - Berchemia berchemiaefolia (Makino) Nakai - Berchemia cinerascens - Berchemia discolor (Klotzsch) Hemsl. - Berchemia edgeworthii Lawson - Berchemia elmeri C.K.Schneid. - Berchemia flavescens (Wall. ex Roxb.) Brongn. - Berchemia floribunda - Berchemia formosana - Berchemia giraldiana - Berchemia hirtella H.T.Tsai & K.M.Feng - Berchemia hypochrysa - Berchemia kulingensis - Berchemia lineata (L.) DC. | - Berchemia longeracemosa Okuyama - Berchemia microphylla - Berchemia nana W.W.Smith - Berchemia pakistanica - Berchemia pauciflora - Berchemia philippinensis - Berchemia polyphylla - Berchemia pubiflora - Berehemia pyenantha - Berchemia racemosa - Berchemia scandens (Hill) K.Koch - Berchemia sessiliflora - Berchemia sinica - Berchemia volubilis A.DC. - Berchemia yunnanensis - Berchemia zeyheri |